# Mauro Quiroga
Mauro Daniel Quiroga (* 7. Dezember 1989 in Concepción del Uruguay) ist ein argentinischer Fußballspieler auf der Position eines Stürmers.

## Vereine
Quiroga begann seine Laufbahn bei seinem Heimatverein Gimnasia y Esgrima de Concepción del Uruguay, bei dem er von 2008 bis 2010 unter Vertrag stand. 2010 unterschrieb er einen Leihvertrag beim spanischen Zweitligisten UD Las Palmas, bei dem er die Spielzeiten 2010/11 und 2011/12 verbrachte. Anschließend wechselte er zum Ligakonkurrenten CD Lugo und wiederum ein Jahr später zu Deportivo Alavés, die zu jener Zeit ebenfalls der Segunda División angehörten.
2014 kehrte Quiroga nach Argentinien zurück, wo er für Atlético Rafaela, den CA San Martín de Tucumán und die Argentinos Juniors sowie seinen Jugendverein Gimnasia Concepción spielte. Über den chilenischen Verein CDP Curicó Unido kam Quiroga zur Apertura 2019 zum mexikanischen Club Necaxa und wurde mit 12 erzielten Treffern in der Punktspielrunde auf Anhieb Torschützenkönig der mexikanischen Liga.
Es folgten weitere Stationen bei Atlético San Luis und CF Pachuca. Von letzterem wurde er zuerst an den Club Necaxa sowie aktuell an Club Sport Emelec aus Ecuador verliehen.

## Erfolge
- Torschützenkönig der mexikanischen Liga: Apertura 2019